# Commiphora ankaranensis
Commiphora ankaranensis là một loài thực vật có hoa trong họ Burseraceae. Loài này được (Leroy) Cheek & Rakot. mô tả khoa học đầu tiên năm 1991.